# Batocera lineolata
Batocera lineolata es una especie de escarabajo longicornio del género Batocera,  subfamilia Lamiinae. Fue descrita científicamente por Chevrolat en 1852.
Se distribuye por China, India, Japón, Corea, Ucrania, Vietnam y Hawái. Mide 40-73 milímetros de longitud. El período de vuelo ocurre en los meses de febrero, abril, mayo, junio, julio, agosto y septiembre.

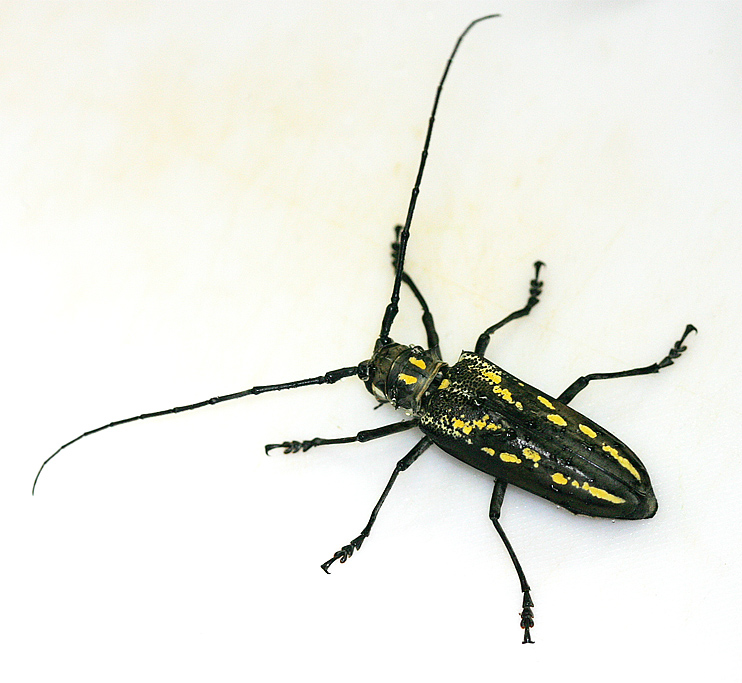
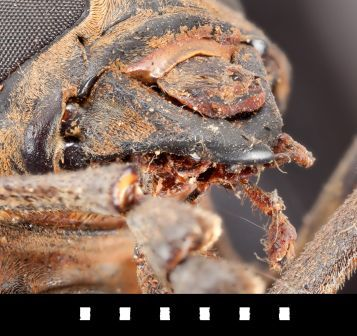
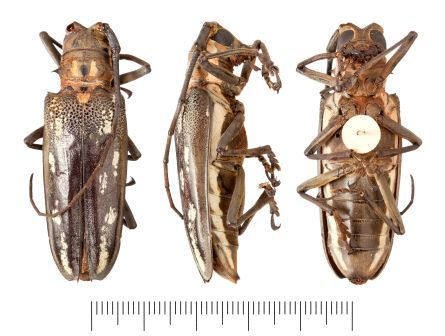
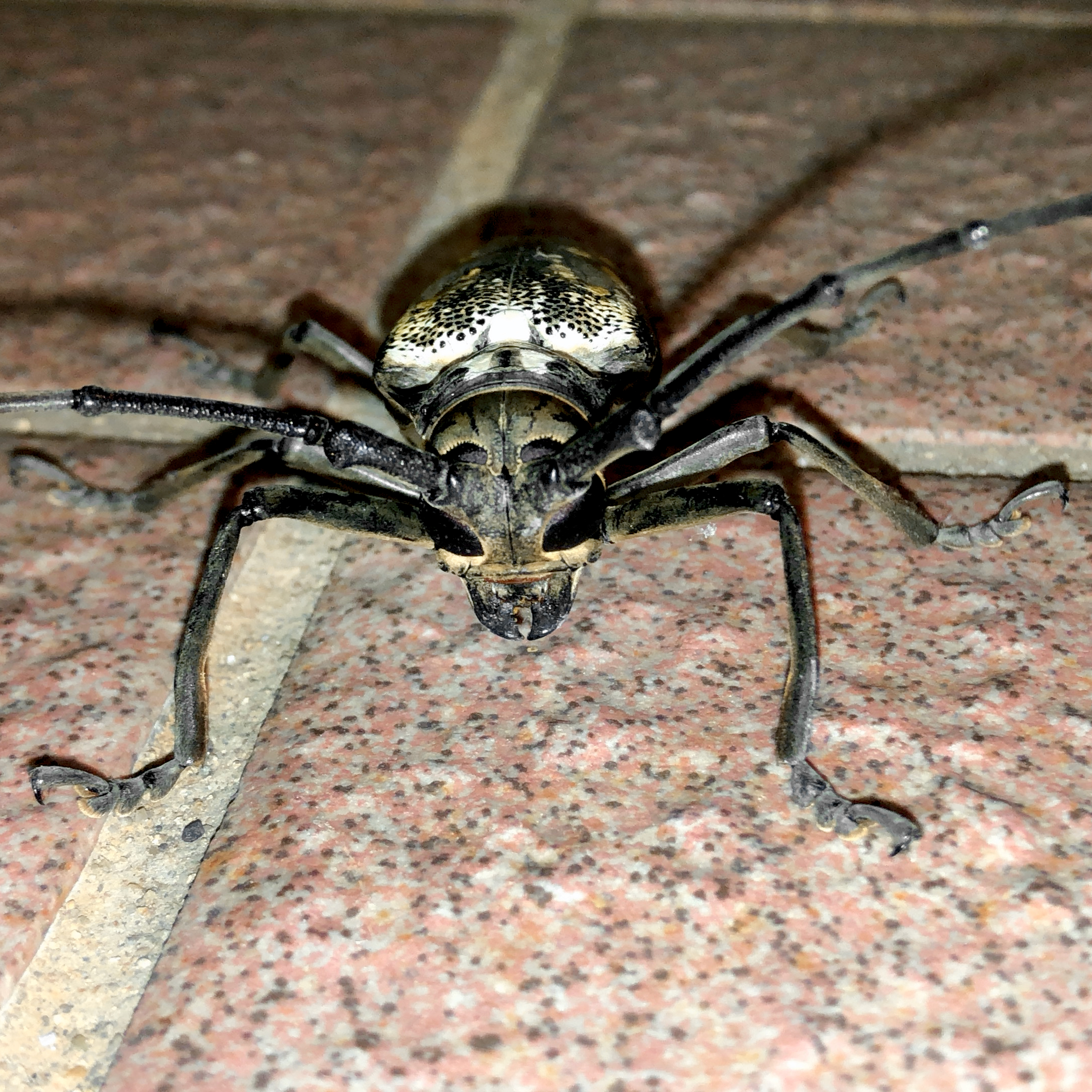
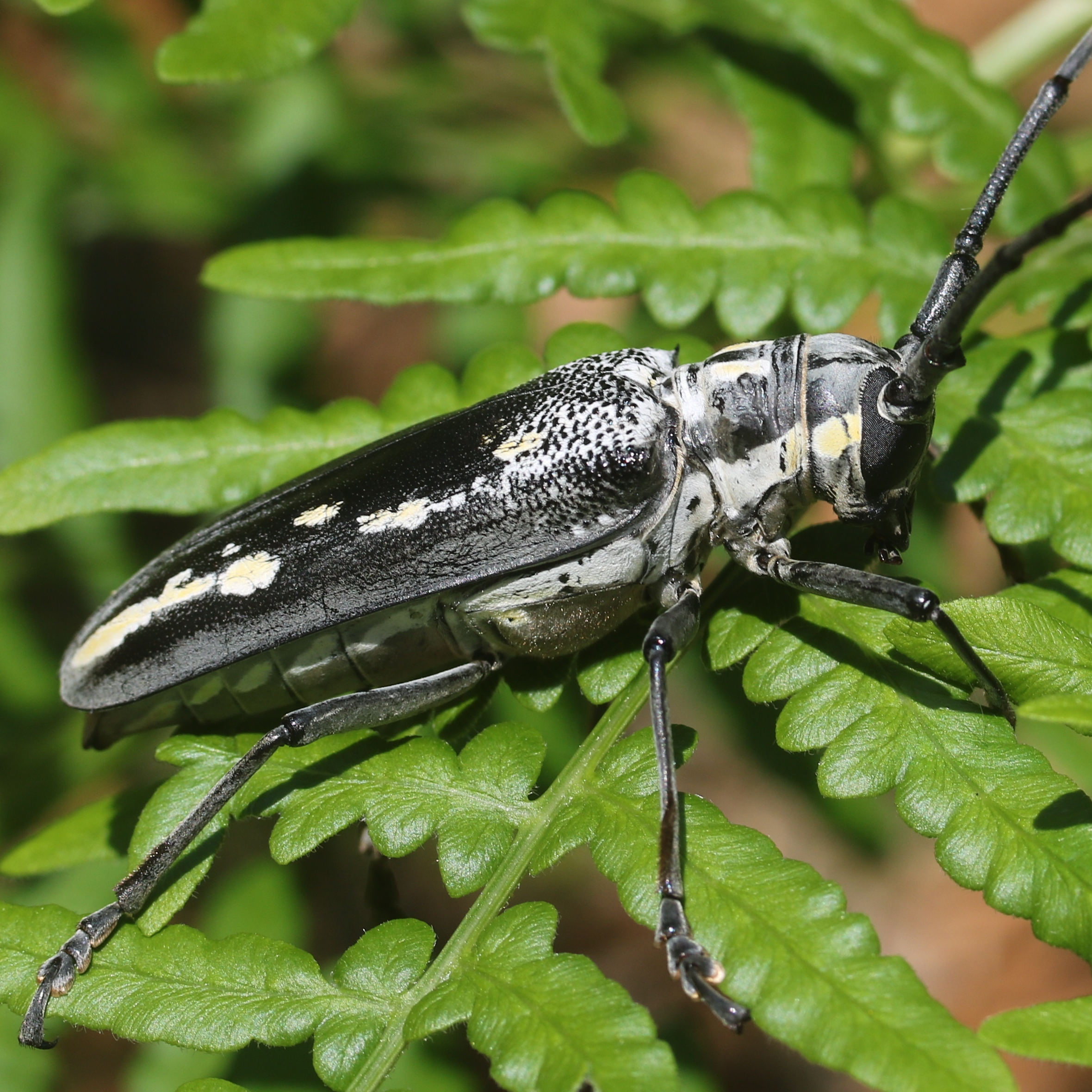